# 601 v.Chr.
Het jaar 601 v.Chr. is een jaartal volgens de christelijke jaartelling. 

## Gebeurtenissen

### Egypte
- Farao Necho II stuurt hulp voor het opstandige Ashkelon, de Babyloniërs weten het expeditieleger bij Gaza tot staan te brengen.

### Klein-Azië
- Traditionele data van de stichting van de stad Perinthus door kolonisten van Samos.

### Midden Oosten
- De Joods-Babylonische oorlog begint tussen het koninkrijk Juda en Babylon (tot 586 v. Chr.).

## Geboren
- Darius de Mediër, ook bekend als Gobryas or Cyaxeres II, koning van de Meden

- Laozi, Chinees filosoof

## Overleden
- Xuan van Zhao, politicus van de Zhou-Dynastie.